# Codename: The Boy
Codename: The Boy (Originaltitel: The Boy) ist eine franko-kanadische Zeichentrickserie aus dem Jahr 2003. Die Erstausstrahlung fand auf dem kanadischen Sender YTV statt. Auf Deutsch wurde die Serie vom Sender KiKA vom 16. Oktober 2004 bis zum 7. Januar 2005 ausgestrahlt. 

## Inhalt
The Boy heißt in Wirklichkeit Toby Goodwin und ist der beste und jüngste Agent der International Federation for Peace (IFP). Zusammen mit seinem Teamkollegen Bob St. Vincent muss er verrückte Forscher und wahnsinnige Banditen finden und ihnen das Handwerk legen. Bob St. Vincent ist vor allen Dingen sehr stark und Toby findet immer sehr gute Zusammenhänge.

## Synchronisation
Die deutsche Synchronfassung der Serie entstand bei der Johannisthal Synchron GmbH in Berlin, unter der Dialogregie und nach einem Buch von Marius Clarén.
| Rolle                       | kanadischer Sprecher | Deutsche Synchronisation |
| --------------------------- | -------------------- | ------------------------ |
| Bob St. Vincent             | Al Goulem            | Oliver Feld              |
| Toby Goodwin (The Boy)      | Aaron Grunfeld       | Benjamin Seidel          |
| Prime (Vorsitzende der IFP) | Kelly Ricard         | Franziska Pigulla        |